# Radical 59
El radical 59, representado por el carácter Han 彡, es uno de los 214 radicales del diccionario de Kangxi. En mandarín estándar es llamado　彡部　(shān bù), en japonés es llamado 彡部, さんぶ　(sanbu), y en coreano 삼 (sam). En los textos occidentales es llamado «radical “cerdas”» o «radical “barba”».
El radical 59 aparece en muchas ocasiones en la parte derecha de los caracteres que se encuentran clasificados bajo el mismo (por ejemplo en: 彭).

## Nombres populares
- Mandarín estándar: 三撇, sān piē, «tres radicales 丿».
- Coreano: 터럭삼부, teoleok sam bu «radical sam-pelo largo».
- Japonés:　三旁（さんづくり）, sanzukuri, «“tres” a la derecha del carácter»[1] (ya que 彡, san, es homófono con 三, «tres»; además poseer ambos caracteres tres trazos); 髪飾り（かみかざり）, kamikazari, «adorno del cabello».
- En occidente: radical «cerdas», radical «barba».

## Galería
| Estilos antiguos                                 | Estilos antiguos                  | Estilos antiguos                        | Estilos antiguos                   | Estilos antiguos                   | Estilos empleados actualmente       | Estilos empleados actualmente  | Estilos empleados actualmente    | Estilos empleados actualmente   | Estilos empleados actualmente  |
|                                                  |                                   |                                         |                                    |                                    |                                     | 彡                             |                                  |                                 |                                |
| 甲骨文 jiǎgǔwén (escritura de huesos oraculares) | 金文 jīnwén (escritura de bronce) | 简帛 jiǎnbó (escritura de bambú y seda) | 篆文 zhuànwén (escritura de sello) | 篆文 zhuànwén (escritura de sello) | 隸書 lìshū (estilo de los escribas) | 楷書 kǎishū (estilo regular)   | 楷書 kǎishū (estilo regular)     | 行書 xǐngshū (estilo corriente) | 草書 cǎoshū (estilo de hierba) |
| 甲骨文 jiǎgǔwén (escritura de huesos oraculares) | 金文 jīnwén (escritura de bronce) | 简帛 jiǎnbó (escritura de bambú y seda) | 大篆 dàzhuàn (sello grande)        | 小篆 xiǎozhuàn (sello pequeño)     | 隸書 lìshū (estilo de los escribas) | 繁體／繁体 fántǐ (tradicional) | 简体／簡體 jiǎntǐ (simplificado) | 行書 xǐngshū (estilo corriente) | 草書 cǎoshū (estilo de hierba) |

## Caracteres con el radical 59

| trazos | carácter    |
| ------ | ----------- |
| + 0    | 彡          |
| + 4    | 形 彣 彤    |
| + 6    | 彥 彦       |
| + 7    | 彧 彨       |
| + 8    | 彩 彪 彫 彬 |
| + 9    | 彭          |
| + 10   | 彮          |
| + 11   | 彯 彰       |
| + 12   | 影          |
| + 19   | 彲          |